# Sebastiano Catalano
Sebastiano Catalano (Macchia di Giarre, 1928 – Acireale, 23 novembre 2002) è stato un avvocato, giornalista e scrittore italiano.
Dal 1958 visse ad Acireale.
Ordinario di Discipline giuridiche ed economiche negli istituti tecnici, esercitò per molti anni l'attività di avvocato. Fu giornalista pubblicista e collaborò per dieci anni con il quotidiano La Sicilia, per la cui terza pagina firmò numerosi e qualificati «Servizi Speciali».
I saggi di storia amministrativa, le monografie di diritto pubblico siciliano, le biografie ed altre pubblicazioni hanno superato il numero di venti. Si segnalano: Carlo Parisi - magistrato, giurista, poeta (1978) e Una vita per il giornalismo - Alfio Russo (1983), due profili bio-bibliografici di concittadini; le monografie: Aristocrazia e Borghesia in lotta per l'esercizio del potere a Catania (1812/1819) (1979) e Le Assemblee del Regno di Sicilia convocate da Federico II (1220/1240) (1984).

## Opere
- Il Foro di Catania e la giustizia dall'Ottocento ai giorni nostri, 13 Congresso nazionale giuridico forense Catania, C. D'Arrigo, 1975
- Carlo Parisi magistrato, giurista, poeta: Macchia di Giarre 1883-Roma 1931, Acireale, Galatea, 1978
- Lo statuto della Regione Siciliana trent'anni dopo, Catania, Edizioni Greco, 1978
- Aristocrazia e borghesia in lotta per l'esercizio del potere a Catania (1812-1819), Catania, Edizioni Greco, 1979
- Una comunità emergente nel settecento Macchia: storia civile e amministrativa (1818 - 1943), Acireale, Galatea, 1980
- Niccolo Musmeci (1819-1872): profilo di un giurista acese, Acireale, Accademia degli Zelanti e dei Dafnici, 1982
- Lo statuto della Regione Siciliana trent'anni dopo, Catania, Tip. dell'università, 1983
- Le assemblee del Regno di Sicilia convocate da Federico II, 1220-1240, Catania, Greco, 1984
- La poetica di Carlo Parisi: Il verso e l'armonia (1901-1930), Acireale: Galatea, 1985
- Aci dalla feudalità alla demanialità: procuratori e rappresentanti della città nei parlamenti di Sicilia (1398-1848), Acireale: Accademia degli Zelanti e dei Dafnici, 1990
- Biancavilla: momenti di storia e di cultura; Omaggio al poeta Antonio Bruno, Biancavilla: [s.n.], 1990
- Una vita tormentata: Mario Rapisardi e Giselda Fojanesi, con numerose lettere inedite di Giselda Fojanesi... [et al.] Catania, La tecnica della scuola, 1991
- Lionardo Vigo a Mario Rapisardi: lettere inedite (1861-1874), Acireale: [s.n.], 1992
- Società operaie di mutuo soccorso. Fasci dei lavoratori ed organizzazioni politiche nei comuni del collegio elettorale di Giarre, Giarre, Litografia Bracchi, 1996
- Protagonisti a Catania fra Ottocento e Novecento, prefazione di Giovanna Finocchiaro Chimirri, Catania, C.U.E.C.M., 1997

| Controllo di autorità | VIAF (EN) 76527737 · ISNI (EN) 0000 0000 0147 0646 · SBN CFIV044403 · BNF (FR) cb14400675z (data) |